# Marcel Peeters
Cornelius Marcel Peeters, Pseudonym Peter Laine (* 18. September 1926 in Antwerpen) ist ein belgischer Komponist, Dirigent und Klarinettist.

## Leben
Von 1945 bis 1947 studierte Peeters am Königlichen Konservatorium in Antwerpen. Danach nahm er Privatunterricht bei Karel De Schrijver. Während seines Militärdienstes wurde er zur Unterhaltung der Soldaten rekrutiert. Er dirigierte das Orchester und sammelte dort seine Erfahrung mit Big Bands und Unterhaltungsmusik. Anschließend tourte er mit verschiedenen Bands durch Europa und Nordafrika. Im Jahr 1958 spielte er im Unterhaltungsorchesters des Schweizer Radio Unterhaltungsorchester Beromünster.
In den 1960er Jahren wirkte er als Schlagerkomponist. Er begleitete mit seinem eigenen Orchester die Sänger Fred Bertelmann, Caterina Valente oder Peter Alexander. Er spielte in den 1970er Jahren für ein Jahr im Orchester von Max Greger in München, und arrangierte die Aufnahmen von Plácido Domingo mit dem London Symphony Orchestra im Jahr 1976.
Im Jahr 1982 wurde er Anfrage Dolf van der Lindens Mitglied des Niederländischen Radio-Orchesters Metropole Orkest.

## Werke als Schlagerkomponist (Auswahl)
- 1962 René Carol: Das macht der Sonnenschein
- 1963 Martin Lauer: Sein bestes Pferd
- 1963 Caterina Velante: Schiff der schönen Träume
- 1963 Sacha Distel: Der Platz neben mir
- 1964 Martin Lauer: Taxi nach Texas
- 1965 Peter Alexander: Heidschi-Bum-Beidschi
- 1966 Dorados: Der Tiger
- 1966 Peter Alexander: Müssen Frauen einsam sein
- 1966 Hazy-Osterwald-Sextett: Der Fahrstuhl nach oben ist besetzt
- 1967 Gitte: Aber heimlich
- 1968 Peter Kraus: Meine drei heimlichen Wünsche